# Monument aux morts de La Grand-Combe
Le monument aux morts de La Grand-Combe commémore les soldats de cette commune du Gard morts lors des conflits du XXe siècle.

## Caractéristiques
Le monument est érigé dans le centre de La Grand-Combe, sur la place Jean-Jaurès. Il est constitué d'un groupe statuaire en bronze érigé sur un socle en pierre : une Victoire ailée foule une chaîne et brandit dans ses mains une couronne. Derrière elle, sous ses ailes, marchent des hommes, des femmes et des enfants. Devant eux, en contrebas, un poilu mort, amputé d'un bras, recouvert d'un drapeau.
423 soldats originaires de La Grande-Combe perdirent la vie lors de la Première Guerre mondiale ; toutefois, le monument ne comporte aucune liste de noms.
Le monument mesure 5 m de hauteur, 4 m de largeur, 5 m de profondeur ; le terre-plein mesure quant à lui 1 m de haut.

## Histoire
L'œuvre est inaugurée le 11 novembre 1922, pour un prix de 100 000 francs, par les sculpteurs Maxime Real del Sarte et Roger de Villiers. Real del Sarte, vétéran de la Première Guerre mondiale, conflit où il avait perdu le bras gauche, a tenu à ce que le gisant soit son propre portrait, probablement effectué par ses élèves.
Le monument aux morts est inscrit au titre des monuments historiques le 18 octobre 2018. Il fait partie d'un ensemble de 42 monuments aux morts de la région Occitanie protégés à cette date pour leur valeur architecturale, artistique ou historique.